# L'Exécuteur (film, 1976)
Pour les articles homonymes, voir L'Exécuteur.
Pour plus de détails, voir Fiche technique et Distribution.
L'Exécuteur (Gli esecutori) est un poliziottesco italien réalisé par Maurizio Lucidi, sorti en 1976. Tourné à San Francisco, il met en vedette l'acteur britannique Roger Moore, alors en pleine période James Bond.

## Fiche technique
Sauf indication contraire, les informations mentionnées dans cette section peuvent être confirmées par la base de données cinématographiques IMDb,  présente dans la section « Liens externes ».
- Titre : L'Exécuteur[1]
- Titre original : Gli esecutori
- Réalisateur : Maurizio Lucidi
- Scénario : Gianfranco Bucceri, Roberto Leoni, Maurizio Lucidi, Ernest Tidyman, Randall Kleiser, Nicola Badalucco
- Photographie : Aiace Parolin
- Montage : Renzo Lucidi
- Musique : Luis Bacalov
- Décors : Gastone Carsetti
- Costumes : Adriana Spadaro
- Producteur : Manolo Bolognini, Luigi Borghese
- Société de production : Aetos Produzioni Cinematografiche
- Pays de production :  Italie
- Langue de tournage : italien
- Format : Couleur eastmancolor - 1,85:1 - Son mono - 35 mm
- Durée : 101 minutes
- Genre : Action, drame, film de gangsters et poliziottesco
- Dates de sortie :
  - Italie : 30 mars 1976
  - États-Unis : 17 septembre 1976
  - France : 18 mai 1977

## Distribution
- Roger Moore (VF : Claude Bertrand) : Ulisse
- Stacy Keach : Charlie Hanson
- Ivo Garrani : Salvatore
- Fausto Tozzi : Luigi
- Ettore Manni : Francis
- Ennio Balbo : Don Giuseppe Continenza
- Rosemarie Lindt : la femme de Salvatore
- Romano Puppo : Fortunato
- Peter Martell : Tano
- Loretta Persichetti : la secrétaire
- Luigi Casellato : Pete
- Franco Fantasia : Père Domenico